# (677) Алтье
(677) Алтье (нидерл. Aaltje) — астероид главного пояса, который относится к спектральному классу Sl. Он был открыт 18 января 1909 года немецким астрономом Августом Копффом в Обсерватории Хайдельберг-Кёнигштуль. Назван в честь голландской певицы  Алтье Нордевир-Реддингиус. Тиссеранов параметр относительно Юпитера — 3,249.